# La Bazoque (Orne)
La Bazoque és un municipi francès situat al departament de l'Orne i a la regió de Normandia. L'any 2007 tenia 239 habitants.

## Demografia

### Població
El 2007 la població de fet de La Bazoque era de 239 persones. Hi havia 92 famílies de les quals 16 eren unipersonals (8 homes vivint sols i 8 dones vivint soles), 32 parelles sense fills, 40 parelles amb fills i 4 famílies monoparentals amb fills.
La població ha evolucionat segons el següent gràfic:
Habitants censats

### Habitatges
El 2007 hi havia 98 habitatges, 92 eren l'habitatge principal de la família, 2 eren segones residències i 4 estaven desocupats. Tots els 98 habitatges eren cases. Dels 92 habitatges principals, 68 estaven ocupats pels seus propietaris, 23 estaven llogats i ocupats pels llogaters i 1 estava cedit a títol gratuït; 5 tenien dues cambres, 15 en tenien tres, 30 en tenien quatre i 42 en tenien cinc o més. 81 habitatges disposaven pel capbaix d'una plaça de pàrquing. A 27 habitatges hi havia un automòbil i a 62 n'hi havia dos o més.

### Piràmide de població
La piràmide de població per edats i sexe el 2009 era:
| Homes | Edats   | Dones |
| ----- | ------- | ----- |
| 0     | 95 o +  | 0     |
| 0     | 90 a 94 | 0     |
| 0     | 85 a 89 | 0     |
| 0     | 80 a 84 | 8     |
| 4     | 75 a 79 | 0     |
| 0     | 70 a 74 | 0     |
| 0     | 65 a 69 | 4     |
| 12    | 60 a 64 | 0     |
| 4     | 55 a 59 | 8     |
| 12    | 50 a 54 | 20    |
| 4     | 45 a 49 | 0     |
| 4     | 40 a 44 | 8     |
| 8     | 35 a 39 | 8     |
| 0     | 30 a 34 | 0     |
| 16    | 25 a 29 | 8     |
| 8     | 20 a 24 | 4     |
| 8     | 15 a 19 | 4     |
| 12    | 10 a 14 | 4     |
| 8     | 5 a 9   | 0     |
| 4     | 0 a 4   | 12    |

## Economia
El 2007 la població en edat de treballar era de 166 persones, 130 eren actives i 36 eren inactives. De les 130 persones actives 122 estaven ocupades (61 homes i 61 dones) i 8 estaven aturades (6 homes i 2 dones). De les 36 persones inactives 21 estaven jubilades, 6 estaven estudiant i 9 estaven classificades com a «altres inactius».

### Ingressos
El 2009 a La Bazoque hi havia 96 unitats fiscals que integraven 268 persones, la mediana anual d'ingressos fiscals per persona era de 18.122 €.

### Activitats econòmiques
Dels 3 establiments que hi havia el 2007, 1 era d'una empresa de construcció, 1 d'una empresa de serveis i 1 d'una entitat de l'administració pública.
L'únic servei als particulars que hi havia el 2009 era un guixaire pintor.
L'any 2000 a La Bazoque hi havia 5 explotacions agrícoles.

## Poblacions més properes
El següent diagrama mostra les poblacions més properes.